# Gârbova (gmina)
Gârbova – gmina w Rumunii, w okręgu Alba. Obejmuje miejscowości Cărpiniș, Gârbova i Reciu. W 2011 roku liczyła 2050 mieszkańców. 

## Demografia
Skład etniczny według spisu z 2011 roku:
- Rumuni – 1777 (86,67 %)
- Romowie – 159 (7,76 %)
- Niemcy – 44 (2,15 %)
- Węgrzy – 3 (0,15 %)
- nieokreślona przynależność – 67 (3,27 %)